# Maksim Litwinow

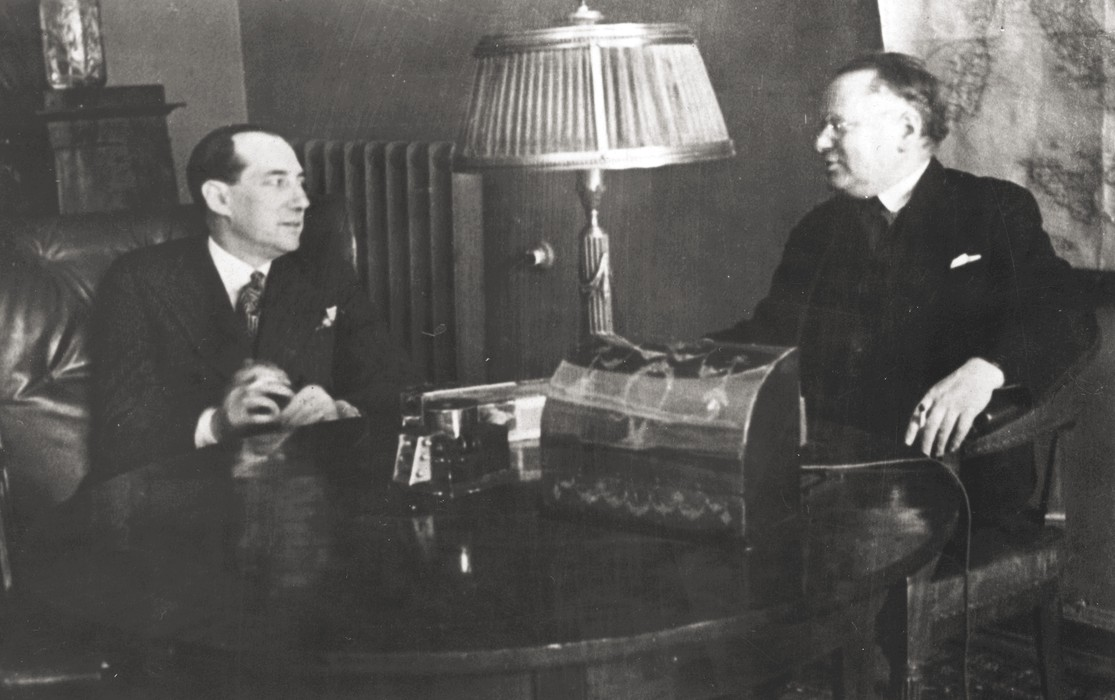
Józef Beck w rozmowie z Maksimem Litwinowem. Moskwa, luty 1934

Maksim Maksimowicz Litwinow, ros. Максим Максимович Литвинов, urodzony jako Enoch Meyer Wallach (ur. 5 lipca?/17 lipca 1876 w Białymstoku, zm. 31 grudnia 1951 w Moskwie) – polityk, dyplomata ZSRR pochodzenia żydowskiego, uczestnik ruchu rewolucyjnego. Wicekomisarz spraw zagranicznych RFSRR i ZSRR (1921–1930), ludowy komisarz spraw zagranicznych ZSRR 1930–1939.

## Życiorys
Od 1898 członek i działacz SDPRR, od rozłamu 1907 we frakcji bolszewickiej prowadził działalność polityczną na emigracji w Wielkiej Brytanii, żonaty z brytyjską obywatelką Ivy Low (Ivy Law).
Od 1917 w dyplomacji radzieckiej, rok później internowany jako zakładnik za aresztowanego w Moskwie angielskiego agenta SIS Roberta Bruce’a Lockharta (31 sierpnia 1918 r.). Od 1921 pełnił funkcję zastępcy komisarza ludowego spraw zagranicznych.
W 1930 objął kierownictwo Ludowego Komisariatu Spraw Zagranicznych (ros.Narkomindieł) po konflikcie z ówczesnym szefem Gieorgijem Cziczerinem. Reprezentował opcję porozumienia z Francją i Wielką Brytanią. Doprowadził do podpisania z sąsiadami ZSRR protokołu o wyrzeczeniu się wojny (tzw. protokół Litwinowa), paktu o nieagresji z Polską (1932), wznowienia stosunków dyplomatycznych ze Stanami Zjednoczonymi (1933) i przystąpienia ZSRR do Ligi Narodów (1934).
Udało mu się odwrócić uwagę reszty świata od dokonywanych w ZSRR zbrodni (kolektywizacja, Wielka czystka), głosząc hasła rozbrojenia i walki z faszyzmem doprowadził do wzrostu autorytetu i prestiżu władz ZSRR. Wprowadził do dyplomacji termin „pokojowe współistnienie” oraz frazę „pokój jest niepodzielny”.
3 maja 1939 został usunięty ze stanowiska przez Józefa Stalina, gdy ten zdecydował się zacieśnić współpracę z dyktatorem Rzeszy Adolfem Hitlerem. Po jego usunięciu aresztowano wszystkich jego współpracowników.
W latach 1941–1943 pełnił funkcję ambasadora ZSRR w USA (na tym stanowisku podpisał Deklarację Narodów Zjednoczonych), a od 1942 również na Kubie. Po powrocie do Moskwy objął stanowisko zastępcy ludowego komisarza spraw zagranicznych, które pełnił do 1946.
Członek Komitetu Centralnego WKP(b) od 1934 roku, wykluczony w lutym 1941 roku.

## Maksim Litwinow w kulturze
Maksim Litwinow jest jednym z bohaterów sztuki Herbatka u Stalina autorstwa Ronalda Harwooda. W spektaklu Teatru TV z 2001 w reżyserii Janusza Morgensterna w jego postać wcielił się Krzysztof Kolberger.